# Renaud Dion
Renaud Dion (født 6. januar 1978) er en fransk tidligere professionel cykelrytter.